# San Joaquín (Paraguay)
San Joaquín es una ciudad paraguaya del Departamento de Caaguazú, ubicada a 242 km de Asunción. Fue fundada en 1747 por El Martin. Se extiende ante las Serranías de San Joaquín junto al Río Tapirakuái.

## Geografía
San Joaquín está situado a 242 km de la ciudad de Asunción, a orillas del arroyo Piri Poty, cuyas aguas dan al suelo una gran fertilidad. El distrito tiene una superficie de 226 km². Desde el poblado puede apreciarse el cerro Morotí. (Morotí significa blanco en guaraní) y es el nombre del cerro dado el tono blanquecino que distingue a esta elevación en el conjunto del paisaje.

## Clima
La temperatura media es de 22 °C, la mínima de 0 °C y la máxima de 32 °C. El clima es templado con precipitaciones abundantes. En los últimos años las temperaturas del verano se han vuelto más intensas dado el alto grado de deforestación del Departamento de Caaguazú.

## Demografía
San Joaquín tiene un total de 11 949 habitantes según datos oficiales del censo paraguayo de 2022. Este es un distrito multiétnico, pues se encuentra poblado por paraguayos, colonos brasileños e indígenas. Se registra un alto índice de migración a las grandes ciudades, especialmente entre los aborígenes y pequeños productores paraguayos.

## Economía
La principal actividad es la ganadera, agricultura y explotación de yerba mate, algodón, mandioca y maíz. Los grupos indígenas comercializan sus artesanías en sus comunidades o en pequeños puestos instalados en el casco urbano.

## Cultura
El 26 de julio se celebra la fiesta patronal en homenaje a San Joaquín y Santa Ana y el 21 de agosto se realiza la "Fiesta de Gala", en la que se desarrollan jineteadas y se arman romerías y pequeños parques de diversiones.
También en este distrito está la antigua Iglesia Jesuita de San Joaquín, construida cerca del año 1746. Dicha iglesia contiene imágenes que hasta ahora conservan su estado y pinturas originales. Acerca de esta iglesia existen varias historias; se dice que en su interior existen varios túneles que llevan hasta el cerro Morotí o al arroyo Tejas Cué. Se menciona también que en algún lugar de ella está escondido un tesoro de la guerra de la Triple Alianza.